# Supercopa Alemã de Voleibol Masculino de 2022
A Supercopa Alemã de Voleibol Masculino de 2022, oficialmente Bounce House Cup de 2022 por questões de patrocínio, foi a 7.ª edição deste torneio organizado anualmente pela Volleyball Bundesliga. O torneio ocorreu de 30 de setembro a 2 de outubro e contou com a presença de oito equipes alemães.
Na quinta disputa protagonizada pelo Berlin Recycling Volleys e pelo VfB Friedrichshafen, a equipe da capital alemã conquistou seu quarto título consecutivo ao derrotar a equipe preto-amarela por 3 sets a 0. A equipe do Netzhoppers completou o pódio do torneio ao vencer a disputa do terceiro lugar contra o SVG Lüneburg por 3 sets a 1. O oposto checo Marek Šotola foi eleito o melhor jogador da competição.

## Regulamento
O torneio contou com a participação de todos os clubes da 1. Bundesliga de 2022–23, com exceção da equipe juvenil-federal do VC Olympia Berlin. Foi disputado em sistema eliminatório composto por quartas de final, semifinais, final, disputa do terceiro lugar e partidas para composição de tabela (5.º e 7.º lugar).

## Local das partidas
| Hildesheim, Alemanha       |
| -------------------------- |
| Volksbank-Arena Hildesheim |
|                            |
| Capacidade: 2 048          |

## Transmissão
O torneio teve suas partidas transmitidas na plataforma de streaming Twitch, no canal do parceiro de mídia Spontent.

## Equipes participantes
| Equipe                   | Cidade              | Última participação |
| ------------------------ | ------------------- | ------------------- |
| Berlin Recycling Volleys | Berlim              | 2021                |
| VfB Friedrichshafen      | Friedrichshafen     | 2019                |
| SWD Powervolleys Düren   | Düren               | Estreante           |
| SVG Lüneburg             | Luneburgo           | Estreante           |
| Netzhoppers              | Königs Wusterhausen | Estreante           |
| TSV Giesen               | Giesen              | Estreante           |
| TSV Unterhaching         | Unterhaching        | Estreante           |
| TSV Herrsching           | Herrsching          | Estreante           |

## Resultados
|  | Quartas de final         | Quartas de final    |                          |   | Semifinais     | Semifinais     |  |  | Final | Final |
|  |                          |                     |                          |   |                |                |  |  |       |       |
|  |                          |                     |                          |   |                |                |  |  |       |       |
|  |                          |                     |                          |   |                |                |  |  |       |       |
|  | Berlin Recycling Volleys | 3                   |                          |   |                |                |  |  |       |       |
|  | Berlin Recycling Volleys | 3                   |                          |   |                |                |  |  |       |       |
|  | TSV Unterhaching         | 0                   |                          |   |                |                |  |  |       |       |
|  | TSV Unterhaching         | 0                   | Berlin Recycling Volleys | 3 |                |                |  |  |       |       |
|  |                          |                     | Berlin Recycling Volleys | 3 |                |                |  |  |       |       |
|  |                          | SVG Lüneburg        | 1                        |   |                |                |  |  |       |       |
|  | SVG Lüneburg             | SVG Lüneburg        | 1                        | 3 |                |                |  |  |       |       |
|  | SVG Lüneburg             |                     |                          | 3 |                |                |  |  |       |       |
|  | TSV Herrsching           | 2                   |                          |   |                |                |  |  |       |       |
|  | TSV Herrsching           | 2                   | Berlin Recycling Volleys | 3 |                |                |  |  |       |       |
|  |                          |                     | Berlin Recycling Volleys | 3 |                |                |  |  |       |       |
|  |                          | VfB Friedrichshafen | 0                        |   |                |                |  |  |       |       |
|  | VfB Friedrichshafen      | VfB Friedrichshafen | 0                        | 3 |                |                |  |  |       |       |
|  | VfB Friedrichshafen      |                     |                          | 3 |                |                |  |  |       |       |
|  | TSV Giesen               | 0                   |                          |   |                |                |  |  |       |       |
|  | TSV Giesen               | 0                   | VfB Friedrichshafen      | 3 |                |                |  |  |       |       |
|  |                          |                     | VfB Friedrichshafen      | 3 |                |                |  |  |       |       |
|  |                          | Netzhoppers         | 1                        |   | Terceiro lugar | Terceiro lugar |  |  |       |       |
|  | SWD Powervolleys Düren   | Netzhoppers         | 1                        | 1 | Terceiro lugar | Terceiro lugar |  |  |       |       |
|  | SWD Powervolleys Düren   |                     |                          | 1 |                |                |  |  |       |       |
|  | Netzhoppers              | 3                   |                          |   |                |                |  |  |       |       |
|  | Netzhoppers              | 3                   | SVG Lüneburg             | 1 |                |                |  |  |       |       |
|  |                          |                     |                          |   |                |                |  |  |       |       |
|  | Netzhoppers              | 3                   |                          |   |                |                |  |  |       |       |
|  | Netzhoppers              | 3                   |                          |   |                |                |  |  |       |       |

|  | 5º – 8º lugar          | 5º – 8º lugar  |                        |   | Quinto lugar | Quinto lugar |
|  |                        |                |                        |   |              |              |
|  |                        |                |                        |   |              |              |
|  |                        |                |                        |   |              |              |
|  | SWD Powervolleys Düren | 3              |                        |   |              |              |
|  | SWD Powervolleys Düren | 3              |                        |   |              |              |
|  | TSV Giesen             | 0              |                        |   |              |              |
|  | TSV Giesen             | 0              | SWD Powervolleys Düren | 3 |              |              |
|  |                        |                | SWD Powervolleys Düren | 3 |              |              |
|  |                        | TSV Herrsching | 2                      |   |              |              |
|  | TSV Herrsching         | TSV Herrsching | 2                      | 3 |              |              |
|  | TSV Herrsching         |                |                        | 3 |              |              |
|  | TSV Unterhaching       | 1              |                        |   |              |              |
|  | TSV Unterhaching       | 1              | Sétimo lugar           |   |              |              |
|  |                        |                |                        |   |              |              |
|  |                        |                |                        |   |              |              |
|  |                        |                |                        |   |              |              |
|  | TSV Giesen             | 3              |                        |   |              |              |
|  | TSV Giesen             | 3              |                        |   |              |              |
|  | TSV Unterhaching       | 0              |                        |   |              |              |

### Quartas de final
| Data   | Hora  |                          | Placar |                  | Set 1 | Set 2 | Set 3 | Set 4 | Set 5 | Total   | Relatório |
| ------ | ----- | ------------------------ | ------ | ---------------- | ----- | ----- | ----- | ----- | ----- | ------- | --------- |
| 30 set | 11:00 | Berlin Recycling Volleys | 3–0    | TSV Unterhaching | 25–11 | 25–21 | 25–21 |       |       | 75–53   | Relatório |
| 30 set | 14:00 | VfB Friedrichshafen      | 3–0    | TSV Giesen       | 25–19 | 25–17 | 25–22 |       |       | 75–58   | Relatório |
| 30 set | 17:00 | SWD Powervolleys Düren   | 1–3    | Netzhoppers      | 22–25 | 25–19 | 19–25 | 20–25 |       | 86–94   | Relatório |
| 30 set | 20:00 | SVG Lüneburg             | 3–2    | TSV Herrsching   | 25–21 | 25–20 | 23–25 | 22–25 | 15–12 | 110–103 | Relatório |

### 5º – 8º lugar
| Data  | Hora  |                  | Placar |                        | Set 1 | Set 2 | Set 3 | Set 4 | Set 5 | Total | Relatório |
| ----- | ----- | ---------------- | ------ | ---------------------- | ----- | ----- | ----- | ----- | ----- | ----- | --------- |
| 1 nov | 11:00 | TSV Giesen       | 0–3    | SWD Powervolleys Düren | 25–27 | 12–25 | 23–25 |       |       | 60–77 | Relatório |
| 1 nov | 14:00 | TSV Unterhaching | 1–3    | TSV Herrsching         | 17–25 | 26–24 | 17–25 | 17–25 |       | 77–99 | Relatório |

### Semifinais
| Data  | Hora  |                          | Placar |              | Set 1 | Set 2 | Set 3 | Set 4 | Set 5 | Total  | Relatório |
| ----- | ----- | ------------------------ | ------ | ------------ | ----- | ----- | ----- | ----- | ----- | ------ | --------- |
| 1 nov | 17:00 | VfB Friedrichshafen      | 3–1    | Netzhoppers  | 26–28 | 29–27 | 25–19 | 25–15 |       | 105–89 | Relatório |
| 1 nov | 20:00 | Berlin Recycling Volleys | 3–1    | SVG Lüneburg | 25–17 | 25–15 | 21–25 | 25–21 |       | 96–78  | Relatório |

### Sétimo lugar
| Data  | Hora  |                  | Placar |            | Set 1 | Set 2 | Set 3 | Set 4 | Set 5 | Total | Relatório |
| ----- | ----- | ---------------- | ------ | ---------- | ----- | ----- | ----- | ----- | ----- | ----- | --------- |
| 2 nov | 11:00 | TSV Unterhaching | 0–3    | TSV Giesen | 18–25 | 19–25 | 19–25 |       |       | 56–75 | Relatório |

### Quinto lugar
| Data  | Hora  |                | Placar |                        | Set 1 | Set 2 | Set 3 | Set 4 | Set 5 | Total   | Relatório |
| ----- | ----- | -------------- | ------ | ---------------------- | ----- | ----- | ----- | ----- | ----- | ------- | --------- |
| 2 nov | 14:00 | TSV Herrsching | 2–3    | SWD Powervolleys Düren | 27–25 | 22–25 | 25–18 | 19–25 | 10–15 | 103–108 | Relatório |

### Terceiro lugar
| Data  | Hora  |              | Placar |             | Set 1 | Set 2 | Set 3 | Set 4 | Set 5 | Total  | Relatório |
| ----- | ----- | ------------ | ------ | ----------- | ----- | ----- | ----- | ----- | ----- | ------ | --------- |
| 2 nov | 17:00 | SVG Lüneburg | 1–3    | Netzhoppers | 25–16 | 33–35 | 23–25 | 18–25 |       | 99–101 | Relatório |

### Final
| Data  | Hora  |                          | Placar |                     | Set 1 | Set 2 | Set 3 | Set 4 | Set 5 | Total | Relatório |
| ----- | ----- | ------------------------ | ------ | ------------------- | ----- | ----- | ----- | ----- | ----- | ----- | --------- |
| 2 nov | 20:00 | Berlin Recycling Volleys | 3–0    | VfB Friedrichshafen | 25–15 | 25–23 | 25–22 |       |       | 75–60 | Relatório |

## Premiação
| Supercopa Alemã de 2022                       |
| Berlim                                        |
| --------------------------------------------- |
| Berlin Recycling Volleys Campeão (4.º título) |